# Biciklista Esperantista Movado Internacia
De Biciklista Esperantista Movado Internacia ("Internationale Esperantovereniging van fietsers"), afgekort tot BEMI, is een vereniging voor fietsers die Esperanto spreken.
De vereniging heeft leden in diverse landen van Amerika, Azië en Europa. Zij organiseert internationale fietskaravanen voor mensen die Esperanto spreken.
Leden van BEMI komen minimaal twee keer per jaar samen tijdens de Esperantobijeenkomsten Internationaal Jongerencongres en Internationaal Festival. Zij hebben een meertalige website waarop je een woordenboek terugvindt met fietstermen in meerdere talen.

## Externe links

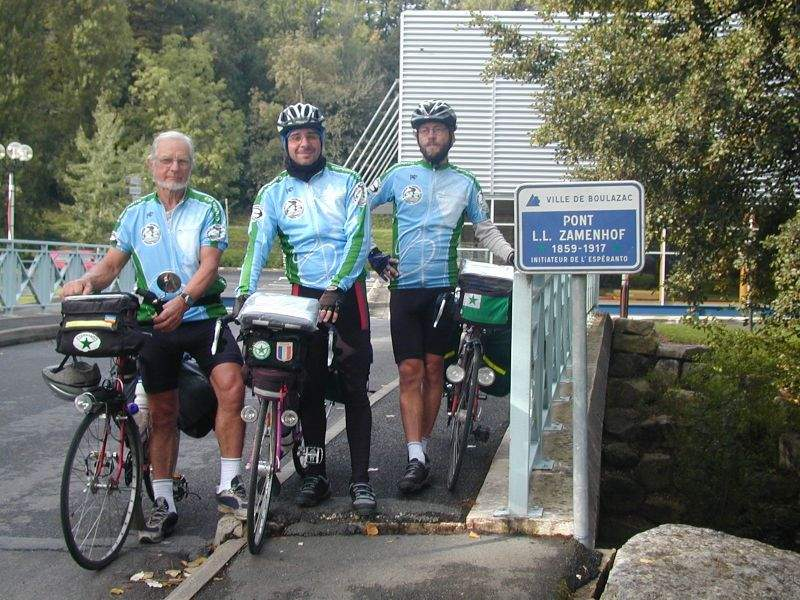
Zamenhofbrug in Ville de Boulazac